# SZU Be 556.53
De Be 8/8 is een elektrisch treinstel bestemd voor het regionaal personenvervoer van de Sihltal-Zürich-Uetliberg-Bahn (SZU).

## Geschiedenis
Het treinstel werd door Schweizerische Wagon- und Aufzugfabrik (SWS) en Siemens AG ontwikkeld en gebouwd voor Sihltal-Zürich-Uetliberg-Bahn (SZU).

## Constructie en techniek
Het treinstel bestaat uit twee motorwagens met een stuurstand. Deze motorwagens zijn permanent gekoppeld.

## Treindiensten
De treinen worden door de Sihltal-Zürich-Uetliberg-Bahn (SZU) ingezet op het traject:
- Zürich HB - Uetliberg